# Refuge faunique national Lower Rio Grande Valley
Le Lower Rio Grande Valley National Wildlife Refuge (réserve faunique nationale de la vallée du Bas-Rio Grande) est un National Wildlife Refuge  de 367 km² situé dans la région de Lower Rio Grande Valley au sud du Texas.
Il se trouve le long des rives nord et des tronçons du Bas Rio Grande, au nord de la frontière internationale entre le Mexique et les États-Unis.

## Écologie
Seuls 5 % des habitats indigènes riverains, des plaines inondables et des zones humides subsistent le long du bas Rio Grande et de ses affluents locaux. Cependant, la diversité au sein de ces fragments s'élève à 1 200 espèces de plantes indigènes, 700 espèces de vertébrés (dont près de 500 espèces d'oiseaux) et 300 espèces de papillons. Onze communautés biologiques différentes existent sur le National Wildlife Refuge, du désert de Chihuahua aux zones humides.
La faune comprend le très rare ocelot, le caracara huppé, le papillon bleu mexicain (Myscelia ethusa), le tyran quiquivi, le pigeon à bec rouge, l'oriole d'Altamira, le martin-pêcheur annelé et le geai vert.
Le refuge fait partie du Great Texas Coastal Birding Trail, un réseau de sites d'observation de la faune dans les régions côtières du Texas .